# Céline Laguarde
Gracieuse Céline Laguarde de Camoux, connue sous le nom abrégé Céline Laguarde , est une photographe amatrice française. Elle est née à Biarritz le 2 novembre 1873, et décédée à Lausanne le 20 mai 1961. Elle appartient au mouvement artistique des pictorialistes.

## Biographie
Née à Biarritz dans la capitale du Pays basque français la 2 novembre 1873, elle vit à Paris dans les années 1880-1890, avant de s'établir à Aix-en-Provence, où elle fréquente la bonne société et tient salon, participant à des rencontres musicales et littéraires
,.
Plusieurs des convives présents servent de modèles photographiques peu de temps après.
Ses premiers tirages datent de l'extrême fin du XIXe siècle. Une première de ses œuvres, intitulée Une précieuse, est publiée dans la revue Art et Photographie dès 1900. L'année suivante, dans la même revue, c'est un autre tirage intitulé L'Automne qui est reproduit. Elle se passionne pour la photographie dans la mouvance des pictorialistes, et devient vite une élève de Robert Demachy, avec qui elle partage une très bonne maîtrise de la technique de la gomme bichromatée.
Photographiant son entourage immédiat, famille, amis et proches, elle ne tarde pas à photographier des personnalités locales du milieu intellectuel de Provence, qu'elle fréquente alors. Elle devient d'abord membre du photo-club de Marseille, avant de devenir membre correspondant de celui de Paris en 1902.
Dans la prestigieuse édition de L'Épreuve photographique, avec impression en taille douce, éditée en deux série en 1904 et 1905 par Plon, sous la direction de Roger Aubry, les œuvres de Céline Laguarde Stella, Étude en brun, Pierrette côtoient les travaux des plus grands noms du pictorialisme : Constant Puyo, Robert Demachy, Maurice Bucquet… Seule femme à figurer à l'index de cette publication, « elle peut être considérée comme la seule autorité féminine du mouvement. ».
Publiée à plusieurs reprises dans des revues photographiques spécialisées, française et étrangère,, ainsi que dans des ouvrages de photographie, elle participe à plusieurs expositions organisées par différents photo-clubs, dont ceux de Marseille (1903 et 1904) et Paris. Le Photo-club de Nice organise du 6 au 15 avril 1911, dans le casino municipal, une exposition qui lui est entièrement consacrée, où elle présente près de 70 œuvres.
Son œuvre de pictorialiste s'articule autour de deux périodes : de la fin XIXe siècle jusqu'en 1909 et de 1909 à 1914. Michel Poivert indique que « jusqu'en 1909, la critique reconnaît en elle une iconographie mystique ouverte aux influences symboliques, alors qu'elle se consacre ensuite aux portraits ». Elle immortalise les portraits d'hommes célèbres : Maurice Ravel, Darius Milhaud, Francis Jammes, Maurice Barrès, Frédéric Mistral ou encore Jules Chéret.
Par arrêté du ministre de l'Instruction publique et des Beaux-Arts du 28 janvier 1907, elle reçoit les insignes d'officier d'Académie comme artiste peintre à Paris. La revue de la Société de photographie de Marseille lui adresse ses félicitations.
Elle épouse le 25 novembre 1913, à Aix-en-Provence, le docteur suisse Édouard Frédéric Bugnion (1845-1939). Il semble que son activité photographique diminue après la Première Guerre mondiale, même si elle accompagne les travaux scientifiques de son mari entomologiste, avec des microphotographies réalisées dans leur villa La Luciole, à côté d'Aix. Après la mort de son mari à Aix-en-Provence, elle partage son existence entre la France et la Suisse.
Gracieuse Céline Laguarde de Camoux meurt en 1961. Bienfaitrice de l'abbaye de Saint-Maurice, en Suisse, dont elle a financé la fabrication du nouvel orgue, elle y est ensevelie, après un service funèbre à la basilique.

## Distinctions
- Officier d'académie (1907)

## Expositions
- Dans le cadre de l'exposition Qui a peur des femmes photographes ?, organisée par le musée d'Orsay, du 15 octobre 2015 au 24 janvier 2016, plusieurs de ses œuvres ont été exposées et reproduites dans le catalogue de l'exposition. Notamment, les portraits de Jean-Henri Fabre, Maurice Barrès, ainsi que les œuvres Sorcière, La Robe de gaze et deux autres portraits d'hommes.
- En 2017, le musée d'Orsay a fait l'acquisition d'un fonds important d'œuvres en provenance directe de l'artiste. À la suite de cela le musée d'Orsay lui consacre une exposition personnelle, Céline Laguarde (1873-1961). Photographe, du 24 septembre 2024 au 12 janvier 2025[15],[16],[6].